# Nemesia africana
Espèce
Synonymes
- Cteniza africana C. L. Koch, 1838

Nemesia africana est une espèce d'araignées mygalomorphes de la famille des Nemesiidae.

## Distribution
Cette espèce est endémique d'Algérie.

## Description
Le mâle décrit par Zonstein en 2019 mesure 13,30 mm et la femelle 20,90 mm.

## Systématique et taxinomie
Cette espèce a été décrite sous le protonyme Cteniza africana par C. L. Koch en 1838. Elle est placée dans le genre Nemesia par Simon en 1892.

## Étymologie
Son nom d'espèce lui a été donné en référence au lieu de sa découverte, l'Afrique.

## Publication originale
- C. L. Koch, 1838 : Die Arachniden. Nürnberg, vol. 5, p. 1-124 (texte intégral).